# Alejandra Pizarnik
Flora Alejandra Pizarnik, född 29 april 1936 i Avellaneda, död 25 september 1972 i Buenos Aires, var en argentinsk poet.

## Biografi
Pizarnik var dotter till judiska immigranter från Ryssland och Tjeckoslovakien. 1955 började hon studera litteraturvetenskap, journalistik och filosofi vid Buenos Aires universitet och gav året därpå ut sin första diktsamling, La tierra más ajena. Hon vistades 1960–1964 i Paris, där hon studerade litteraturvetenskap och religionshistoria vid Paris universitet samt lärde känna flera spanskspråkiga författare, däribland Julio Cortázar, Rosa Chacel, Silvina Ocampo och Octavio Paz. 
Med diktsamlingen Árbol de Diana, som utkom 1962 med ett entusiastiskt förord av Octavio Paz, fick hon sitt definitiva genombrott. Hennes poesi behandlar teman som ensamhet, barndom, smärta och, framför allt, döden. Till hennes främsta verk hör Los trabajos y las noches (1965), Extracción de la piedra de la locura (1968) och El infierno musical (1971). 
Alejandra Pizarnik dog 1972 vid 36 års ålder av en överdos av sömnmedlet sekobarbital.